# Charles Goodhart
Pour les articles homonymes, voir Goodhart.
Charles Albert Eric Goodhart, CBE, Fellow of the British Academy, né le 23 octobre 1936, est un économiste britannique. Il est membre du Comité de politique monétaire (en) de la Banque d'Angleterre de juin 1997 à mai 2000 et professeur à la London School of Economics (1985-2002, professeur émérite depuis 2002). Il est le développeur de la loi de Goodhart, une loi économique qui porte son nom.
Charles Goodhart est également l'auteur de travaux de recherche économique d'une importance considérable sur les politiques keynésiennes d'orientation du crédit bancaire par les banques centrales.

## Biographie
Charles Goodhart est le fils d'Arthur Lehman Goodhart,,, et le frère de William Goodhart et de Sir Philip Goodhart.

### Éducation
- Eton College
- Trinity College (Cambridge) (scholar ; 1st Cl. Hons Econs Tripos)
- Harvard Graduate School of Arts and Sciences (PhD 1963).

### Carrière
- National Service, 1955-57 (2nd Lieut KRRC)
- Assistant Lecturer in Economics, Cambridge University, 1963–64
- Economic Adviser, Secretary of State for Economic Affairs (en), 1965–67
- Lecturer in Monetary Economics, London School of Economics, 1967–69
- Banque d'Angleterre :
  - Adviser with particular reference to monetary policy, 1969–80
  - A Chief Adviser, 1980–85
  - External Member, Monetary Policy Committee, 1997–2000
- Member, Advisory Committee, Hong Kong Exchange Fund, 1990–97
- Norman Sosnow Professor of Banking and Finance, 1985–2002, Member, Financial Markets Group, depuis 1987, London School of Economics

## Publications
- (en) The Evolution of Central Banks, 1988
- Regulating Financial Services and Markets in the 21st Century, Oxford, Hart Publishing, 2001 (ISBN 978-1841132792)
- (en) « What Weight Should Be Given to Asset Prices in the Measurement of Inflation? », Economic Journal 111 (June): F335–56, 2001
- (en) « Is a less pro-cyclical financial system an achievable goal? », National Institute Economic Review 211, p. 81–90, 2010
- (en) The Regulatory Response to the Financial Crisis, 2010